# Sárga trikó

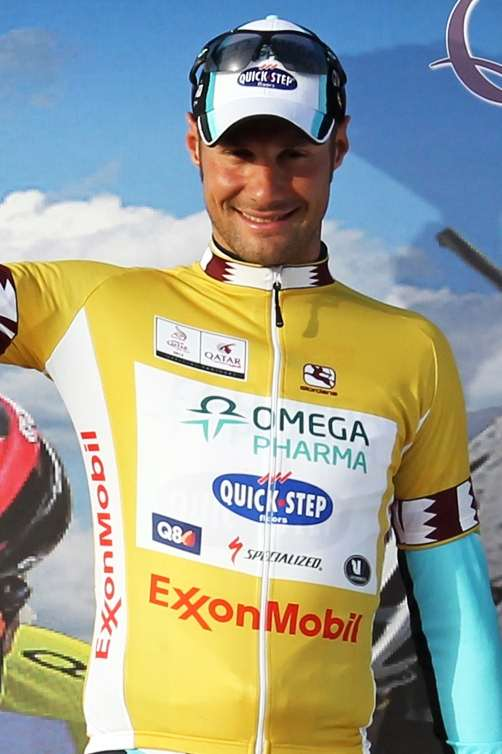
Tom Boonen sárga trikóban

A sárga trikót (Maillot jaune) a Tour de France kerékpárversenyen az összetettben vezető versenyző viseli, 1919-ben vezették be, színét a támogató autós magazinról kapta.
A Tourt a teljes távot legrövidebb idő alatt teljesítő versenyző nyeri. Az egyes szakaszokon az időt a hivatalos rajttól a célig számítják. A Tour győztesei leggyakrabban a hegyeket is jól bíró univerzális versenyzők vagy a kifejezetten hegyimenők közül kerültek ki. A nehéz hegyi szakaszokon lehet olyan előnyt szerezni, amit a riválisok a sík szakaszokon már nem tudnak behozni. A sárga trikóért folyó versenyben ezért kulcsfontosságú, hány segítője marad valakinek a hegyeken, mert mögöttük haladva erőt spórolhat, illetve az esetleges támadásokat is visszaverhetik. Akinek nem marad segítője, az teljesen magára van utalva, az ellenfelek csapatai nagyon könnyen kifáraszthatják és leszakíthatják.

## Tour de France győztesek
| Év      | Név                       | Szakasz | Versenytáv | Átlag  | Második                        | Harmadik                       |
| ------- | ------------------------- | ------- | ---------- | ------ | ------------------------------ | ------------------------------ |
| 1903/1  | Maurice Garin (FRA)       | 6       | 2,428      | 25,679 | Lucien Pothier (FRA)           | Fernand Augereau (FRA)         |
| 1904/1  | Henri Cornet (FRA)        | 6       | 2,428      | 25,265 | Jean-Baptiste Dortignacq (FRA) | Aloïs Catteau (BEL)            |
| 1905/2  | Louis Trousselier (FRA)   | 11      | 2,994      | 27,107 | Hippolyte Aucouturier (FRA)    | Jean-Baptiste Dortignacq (FRA) |
| 1906/3  | René Pottier (FRA)        | 13      | 4,537      | 24,463 | Georges Passerieu (FRA)        | Louis Trousselier (FRA)        |
| 1907/4  | Lucien Petit-Breton (FRA) | 14      | 4,488      | 28,470 | Gustave Garrigou (FRA)         | Émile Georget (FRA)            |
| 1908/5  | Lucien Petit-Breton (FRA) | 14      | 4,488      | 28,740 | François Faber (LUX)           | Georges Passerieu (FRA)        |
| 1909/6  | François Faber (LUX)      | 14      | 4,497      | 28,658 | Gustave Garrigou (FRA)         | Jean Alavoine (FRA)            |
| 1910/7  | Octave Lapize (FRA)       | 15      | 4,734      | 29,099 | François Faber (LUX)           | Gustave Garrigou (FRA)         |
| 1911/8  | Gustave Garrigou (FRA)    | 15      | 5,343      | 27,322 | Paul Duboc (FRA)               | Émile Georget (FRA)            |
| 1912/9  | Odile Defraye (BEL)       | 15      | 5,289      | 27,763 | Eugène Christophe (FRA)        | Gustave Garrigou (FRA)         |
| 1913/10 | Philippe Thys (BEL)       | 15      | 5,287      | 26,715 | Gustave Garrigou (FRA)         | Marcel Buysse (BEL)            |
| 1914/11 | Philippe Thys (BEL)       | 15      | 5,380      | 26,835 | Henri Pélissier (FRA)          | Jean Alavoine (FRA)            |

## Sárga trikóval jutalmazott győztesek

### 1919–1939
| Év      | Név                     | Szakasz | Versenytáv | Átlag  | Második                  | Harmadik                 |
| ------- | ----------------------- | ------- | ---------- | ------ | ------------------------ | ------------------------ |
| 1919/12 | Firmin Lambot (BEL)     | 15      | 5,560      | 24,056 | Jean Alavoine (FRA)      | Eugène Christophe (FRA)  |
| 1920/13 | Philippe Thys (BEL)     | 15      | 5,503      | 24,072 | Hector Heusghem (BEL)    | Firmin Lambot (BEL)      |
| 1921/14 | Leon Scieur (BEL)       | 15      | 5,484      | 24,720 | Hector Heusghem (BEL)    | Honore Barthelemy (FRA)  |
| 1922/15 | Firmin Lambot (BEL)     | 15      | 5,372      | 24,488 | Jean Alavoine (FRA)      | Félix Sellier (BEL)      |
| 1923/16 | Henri Pélissier (FRA)   | 15      | 5,386      | 24,233 | Ottavio Bottechia (ITA)  | Romain Bellenger (FRA)   |
| 1924/17 | Ottavio Bottechia (ITA) | 15      | 5,425      | 23,972 | Nicolas Frantz (LUX)     | Lucien Buysse (BEL)      |
| 1925/18 | Ottavio Bottechia (ITA) | 18      | 5,430      | 24,775 | Lucien Buysse (BEL)      | Bartolomeo Aimo (ITA)    |
| 1926/19 | Lucien Buysse (BEL)     | 17      | 5,745      | 24,062 | Nicolas Frantz (LUX)     | Bartoloméo Aimo (ITA)    |
| 1927/20 | Nicolas Frantz (LUX)    | 24      | 5,340      | 27,224 | Maurice De Waele (BEL)   | Julien Vervaecke (BEL)   |
| 1928/21 | Nicolas Frantz (LUX)    | 22      | 5,375      | 27,872 | André Leducq (FRA)       | Maurice De Waele (BEL)   |
| 1929/22 | Maurice De Waele (BEL)  | 22      | 5,276      | 28,320 | Giuseppe Pancera (ITA)   | Jef Demuysere (BEL)      |
| 1930/23 | André Leducq (FRA)      | 21      | 4,818      | 28,000 | Learco Guerra (ITA)      | Antonin Magne (FRA)      |
| 1931/25 | Antonin Magne (FRA)     | 24      | 5,091      | 28,735 | Jef Demuysere (BEL)      | Antonio Peseti (ITA)     |
| 1932/26 | André Leducq (FRA)      | 23      | 4,479      | 29,047 | Kutr Stöpel (GER)        | Francesco Camusso (ITA)  |
| 1933/27 | Georges Speicher (FRA)  | 23      | 4,395      | 29,818 | Learco Guerra (ITA)      | Giuseppe Martano (ITA)   |
| 1934/28 | Antonin Magne (FRA)     | 23      | 4,470      | 30,360 | Giuseppe Martano (ITA)   | Roger Lapébie (FRA)      |
| 1935/29 | Romain Maes (BEL)       | 21      | 4,338      | 30,650 | Ambrogio Morelli (ITA)   | Félicien Vervaecke (BEL) |
| 1936/30 | Sylvère Maes (BEL)      | 21      | 4,442      | 31,108 | Antonin Magne (FRA)      | Félicien Vervaecke (BEL) |
| 1937/31 | Roger Lapébie (FRA)     | 20      | 4,415      | 31,768 | Mario Vicini (ITA)       | Léo Amberg (SUI)         |
| 1938/32 | Gino Bartali (ITA)      | 21      | 4,695      | 31,565 | Félicien Vervaecke (BEL) | Victor Cosson (FRA)      |
| 1939/33 | Sylvère Maes (BEL)      | 18      | 4,224      | 31,986 | René Vieto (ITA)         | Lucien Vlaemynck (BEL)   |

### 1947–2000
| Év      | Név                       | Szakasz | Versenytáv | Átlag  | Második                   | Harmadik                    |
| ------- | ------------------------- | ------- | ---------- | ------ | ------------------------- | --------------------------- |
| 1947/34 | Jean Robic (FRA)          | 21      | 4,460      | 31,412 | Édouard Fachleitner (FRA) | Pierre Brambilla (ITA)      |
| 1948/35 | Gino Bartali (ITA)        | 21      | 4,922      | 33,443 | Briek Scotte (BEL)        | Guy Lapébie (FRA)           |
| 1949/36 | Fausto Coppi (ITA)        | 21      | 4,808      | 32,121 | Gino Bartali (ITA)        | Jacques Marinelli (FRA)     |
| 1950/37 | Ferdi Kübler (SUI)        | 22      | 4,775      | 32,788 | Stan Ockers (BEL)         | Lousion Bobet (FRA)         |
| 1951/38 | Hugo Koblet (SUI)         | 24      | 4,690      | 32,949 | Raphaël Géminiani (FRA)   | Lucien Lazaridès (FRA)      |
| 1952/39 | Fausto Coppi (ITA)        | 23      | 4,807      | 31,739 | Stan Ockers (BEL)         | Benardo Ruiz (ESP)          |
| 1953/40 | Luison Bobet (FRA)        | 22      | 4,479      | 34,593 | Jean Malléjac (FRA)       | Giancarlo Astrua (ITA)      |
| 1954/41 | Lousion Bobet (FRA)       | 23+2    | 4,656      | 33,229 | Ferdi Kübler (SUI)        | Fritz Schär (SUI)           |
| 1955/42 | Lousion Bobet (FRA)       | 22+1    | 4,495      | 34,446 | Jean Brankart (BEL)       | Charly Gaul (LUX)           |
| 1956/43 | Roger Walkowiak (FRA)     | 22+1    | 4,498      | 36,268 | Gilbert Bauvin (FRA)      | Jan Adriaensens (BEL)       |
| 1957/44 | Jacques Anquetil (FRA)    | 21+2    | 4,669      | 34,250 | Marcel Janssens (BEL)     | Adolf Christian (AUT)       |
| 1958/45 | Charly Gaul (LUX)         | 24      | 4,319      | 36,919 | Vito Favero (ITA)         | Raphaël Géminiani (FRA)     |
| 1959/46 | Federico Bahamontes (ESP) | 22      | 4,359      | 35,474 | Henry Aglade (FRA)        | Jacques Anquetil (FRA)      |
| 1960/47 | Gastone Nencini (ITA)     | 21      | 4,173      | 37,210 | Graziano Battistini (ITA) | Jan Adriaenssens (BEL)      |
| 1961/48 | Jacques Anquetil (FRA)    | 21      | 4,397      | 36,033 | Guido Charlesi (ITA)      | Charly Gaul (LUX)           |
| 1962/49 | Jacques Anquetil (FRA)    | 22      | 4,274      | 37,317 | Jozef Planckaert (BEL)    | Raymond Poulidor (FRA)      |
| 1963/50 | Jacques Anquetil (FRA)    | 21      | 4,138      | 37,092 | Federico Bahamontes (ESP) | José Perez-Frances (ESP)    |
| 1964/51 | Jacques Anquetil (FRA)    | 22      | 4,504      | 35,419 | Raymond Poulidor (FRA)    | Federico Bahamontes (ESP)   |
| 1965/52 | Felice Gimondi (ITA)      | 22      | 4,188      | 35,886 | Raymond Poulidor (FRA)    | Gianni Motta (ITA)          |
| 1966/53 | Lucien Aimar (FRA)        | 22      | 4,329      | 36,819 | Jan Janssen (NED)         | Raymond Poulidor (FRA)      |
| 1967/54 | Roger Pingeon (FRA)       | 22      | 4,779      | 34,756 | Julio Jiménez (ESP)       | Franco Balmamion (ESP)      |
| 1968/55 | Jan Janssen (NED)         | 22      | 4,492      | 33,556 | Herman Van Springel (BEL) | Ferdinand Bracke (BEL)      |
| 1969/56 | Eddy Merckx (BEL)         | 23      | 4,117      | 35,296 | Roger Pingeon (FRA)       | Raymond Poulidor (FRA)      |
| 1970/57 | Eddy Merckx (BEL)         | 24      | 4,254      | 35,589 | Joop Zoetemelk (NED)      | Gösta Pettersson (SWE)      |
| 1971/58 | Eddy Merckx (BEL)         | 21      | 3,608      | 38,084 | Joop Zoetemelk (NED)      | Lucien Van Impe (BEL)       |
| 1972/59 | Eddy Merckx (BEL)         | 21      | 3,846      | 35,514 | Felice Gimondi (ITA)      | Raymond Poulidor (FRA)      |
| 1973/60 | Luis Ocaña (ESP)          | 21      | 4,090      | 33,407 | Bernard Thévenet (FRA)    | José Manuel Fuente (ESP)    |
| 1974/61 | Eddy Merckx (BEL)         | 23      | 4,098      | 35,241 | Raymond Poulidor (FRA)    | Vincente López Carril (ESP) |
| 1975/62 | Bernard Thévenet (FRA)    | 23      | 4,000      | 34,906 | Eddy Merckx (BEL)         | Lucien Van Impe (BEL)       |
| 1976/63 | Lucien Van Impe (BEL)     | 23      | 4,017      | 34,518 | Joop Zoetemelk (NED)      | Raymond Poulidor (FRA)      |
| 1977/64 | Bernard Thévenet (FRA)    | 23      | 4,096      | 35,419 | Hennie Kuiper (NED)       | Lucien Van Impe (BEL)       |
| 1978/65 | Bernard Hinault (FRA)     | 23      | 3,908      | 36,084 | Joop Zoetemelk (NED)      | Joaquim Agostinho (POR)     |
| 1979/66 | Bernard Hinault (FRA)     | 25      | 3,765      | 36,513 | Joop Zoetemelk (NED)      | Joaquim Agostinho (POR)     |
| 1980/67 | Joop Zoetemelk (NED)      | 23      | 3,842      | 35,317 | Hennie Kuiper (NED)       | Raymond Martin (FRA)        |
| 1981/68 | Bernard Hinault (FRA)     | 25      | 3,758      | 37,844 | Lucien Van Impe (BEL)     | Robert Alban (FRA)          |
| 1982/69 | Bernard Hinault (FRA)     | 22      | 3,507      | 37,470 | Joop Zoetemelk (NED)      | Johan van der Velde (NED)   |
| 1983/70 | Laurent Fignon (FRA)      | 23      | 3,809      | 36,23  | Ángel Arroyo (ESP)        | Peter Winnen (NED)          |
| 1984/71 | Laurent Fignon (FRA)      | 24      | 4,020,9    | 35,882 | Bernard Hinault (FRA)     | Greg LeMond (USA)           |
| 1985/72 | Bernard Hinault (FRA)     | 23      | 4,109      | 36,232 | Greg LeMond (USA)         | Stephen Roche (IRL)         |
| 1986/73 | Greg LeMond (USA)         | 24      | 4,094      | 37,02  | Bernard Hinault (FRA)     | Urs Zimmermann (SUI)        |
| 1987/74 | Stephen Roche (IRL)       | 26      | 4,231      | 36,645 | Pedro Delgado (ESP)       | Jean-François Bernard (FRA) |
| 1988/75 | Pedro Delgado (ESP)       | 23      | 3,286      | 38,909 | Steven Rooks (NED)        | Fabio Parra (COL)           |
| 1989/76 | Greg LeMond (USA)         | 22      | 3,285      | 37,818 | Laurent Fignon (FRA)      | Pedro Delgado (ESP)         |
| 1990/77 | Greg LeMond (USA)         | 22      | 3,504      | 38,621 | Claudio Chiappucci (ITA)  | Erik Breukink (NED)         |
| 1991/78 | Miguel Indurain (ESP)     | 23      | 3,914      | 38,747 | Gianni Bugno (ITA)        | Claudio Chiappucci (ITA)    |
| 1992/79 | Miguel Indurain (ESP)     | 22      | 3,983      | 39,504 | Claudio Chiappucci (ITA)  | Gianni Bugno (ITA)          |
| 1993/80 | Miguel Indurain (ESP)     | 21      | 3,714      | 38,709 | Tony Rominger (SUI)       | Zenon Jaskuła (POL)         |
| 1994/81 | Miguel Indurain (ESP)     | 22      | 3,978      | 38,381 | Pjotr Ugrumov (LAT)       | Marco Pantani (ITA)         |
| 1995/82 | Miguel Indurain (ESP)     | 20      | 3,653      | 39,191 | Alex Zülle (SUI)          | Bjarne Riis (DEN)           |
| 1996/83 | Bjarne Riis (DEN)         | 21      | 3,765      | 39,235 | Jan Ullrich (GER)         | Richard Virenque (FRA)      |
| 1997/84 | Jan Ullrich (GER)         | 21      | 3,944      | 39,237 | Richard Virenque (FRA)    | Marco Pantani (ITA)         |
| 1998/85 | Marco Pantani (ITA)       | 21      | 3,875      | 39,983 | Jan Ullrich (GER)         | Bobby Julich (USA)          |
| 1999/86 | Érvénytelenítve           | 21      | 3,686,8    | 40,276 | Alex Zülle (SUI)          | Fernando Escartin (ESP)     |
| 2000/87 | Érvénytelenítve           | 21      | 3,661      | 39,556 | Jan Ullrich (GER)         | Joseba Beloki (ESP)         |

### 2001–
| Év       | Név                    | Szakasz | Versenytáv | Átlag  | Második                      | Harmadik                   |
| -------- | ---------------------- | ------- | ---------- | ------ | ---------------------------- | -------------------------- |
| 2001/88  | Érvénytelenítve*       | 20      | 3,458      | 40,070 | Jan Ullrich (GER)            | Joseba Beloki (ESP)        |
| 2002/89  | Érvénytelenítve*       | 20      | 3,278      | 39,920 | Joseba Beloki (ESP)          | Raimondas Rumšas (LTU)     |
| 2003/90  | Érvénytelenítve*       | 20      | 3,427      | 40,940 | Jan Ullrich (GER)            | Alekszandr Vinokurov (KAZ) |
| 2004/91  | Érvénytelenítve*       | 20      | 3,391      | 40,553 | Andreas Klöden (GER)         | Ivan Basso (ITA)           |
| 2005/92  | Érvénytelenítve*       | 21      | 3,497      | 41,654 | Ivan Basso (ITA)             | Francisco Mancebo (ESP)    |
| 2006/93  | Óscar Pereiro (ESP)    | 21      | 3,657,1    | 40,784 | Andreas Klöden (GER)         | Carlos Sastre (ESP)        |
| 2007/94  | Alberto Contador (ESP) | 21      | 3,569,5    | 39,228 | Cadel Evans (AUS)            | Érvénytelenítve            |
| 2008/95  | Carlos Sastre (ESP)    | 21      | 3,558,5    | 40,492 | Cadel Evans (AUS)            | Érvénytelenítve            |
| 2009/96  | Alberto Contador (ESP) | 21      | 3,459,5    | 40,315 | Andy Schleck (LUX)           | Érvénytelenítve*           |
| 2010/97  | Andy Schleck (LUX)     | 21      | 3,642      | 39,594 | Érvénytelenítve              | Samuel Sánchez (ESP)       |
| 2011/98  | Cadel Evans (AUS)      | 21      | 3,430      | 39,788 | Andy Schleck (LUX)           | Fränk Schleck (LUX)        |
| 2012/99  | Bradley Wiggins (GBR)  | 21      | 3,497      | 39,724 | Chris Froome (GBR)           | Vincenzo Nibali (ITA)      |
| 2013/100 | Chris Froome (GBR)     | 21      | 3,403      | 40,5   | Nairo Quintana (COL)         | Joaquim Rodríguez (ESP)    |
| 2014/101 | Vincenzo Nibali (ITA)  | 21      | 3,663      | 40,7   | Jean-Christophe Péraud (FRA) | Thibaut Pinot (FRA)        |
| 2015/102 | Chris Froome (GBR)     | 21      | 3,360      | 39,64  | Nairo Quintana (COL)         | Alejandro Valverde (ESP)   |
| 2016/103 | Chris Froome (GBR)     | 21      | 3,529      |        | Romain Bardet (FRA)          | Nairo Quintana (COL)       |
| 2017/104 | Chris Froome (GBR)     | 21      | 3,540      |        | Rigoberto Urán (COL)         | Romain Bardet (FRA)        |
| 2018/105 | Geraint Thomas (GBR)   | 21      | 3,351      |        | Tom Dumoulin (NED)           | Chris Froome (GBR)         |
| 2019/106 | Egan Bernal (COL)      | 21      | 3,365      |        | Geraint Thomas (GBR)         | Steven Kruijswijk (NED)    |
| 2020/107 | Tadej Pogačar (SLO)    | 21      |            |        | Primož Roglič (SLO)          | Richie Porte (AUS)         |
| 2021/108 | Tadej Pogačar (SLO)    | 21      | 3383       |        | Jonas Vingegaard (DEN)       | Richard Carapaz (ECU)      |
| 2022/109 | Jonas Vingegaard (DEN) | 21      | 3328       |        | Tadej Pogačar (SLO)          | Geraint Thomas (GBR)       |

*A versenyt 1999 és 2005 között hétszer megnyerő amerikai Lance Armstrongot a Nemzetközi Kerékpáros Szövetség (UCI) 2012. október 22-én hivatalosan megfosztotta az összes elsőségétől szisztematikus doppingolás megalapozottnak tekintett vádjával.

### Legtöbb összetett győzelem
| Össz. | Versenyző        | Ország        | Évek                                             |
| ----- | ---------------- | ------------- | ------------------------------------------------ |
| 5     | Miguel Indurain  | Spanyolország | 1991 és 1995 között zsinórban                    |
| 5     | Bernard Hinault  | Franciaország | 1978, 1979, 1981, 1982, 1985                     |
| 5     | Eddy Merckx      | Belgium       | 1969 és 1972 között zsinórban, valamint 1974-ben |
| 5     | Jacques Anquetil | Franciaország | 1957-ben, majd 1961 és 1964 között zsinórban     |
| 4     | Chris Froome     | GBR           | 2013 valamint 2015 és 2017 között zsinórban      |
| 3     | Louison Bobet    | Franciaország | 1953 és 1955 között zsinórban                    |
| 3     | Philippe Thys    | Belgium       | 1913, 1914, 1920                                 |
| 3     | Greg LeMond      | USA           | 1986, 1989, 1990                                 |

### Győztesek országok szerint
| Győzelem | Ország             | Versenyzők |
| -------- | ------------------ | --- |
| 36       | Franciaország      | Maurice Garin, Henri Cornet, Louis Trousselier René Pottier, Lucien Petit-Breton, Octave Lapize Gustave Garrigou, Henri Péllisier, André Leducq Antonin Magne, Georges Speicher, Jean Robic Luison Bobet, Roger Walkowiak, Jacques Anquetil Lucien Aimar, Roger Pingeon, Bernard Thévenet Bernard Hinault, Laurent Fignon |
| 18       | Belgium            | Odile Defraye, Philippe Thys, Firmin Lambot Leon Scieur, Lucien Buysse, Maurice De Waele Romain Maes, Sylvère Maes, Eddy Merckx Lucien Van Impe |
| 12       | Spanyolország      | Federico Bahamontes, Luis Ocaña, Pedro Delgado Miguel Indurain, Óscar Pereiro, Alberto Contador Carlos Sastre |
| 10       | Olaszország        | Octtavio Bottechia, Gino Bartali, Fausto Coppi Gastone Nencini, Felice Gimondi, Marco Pantani, Vincenzo Nibali |
| 6        | Egyesült Királyság | Bradley Wiggins, Chris Froome, Geraint Thomas |
| 5        | Luxemburg          | François Faber, Nicolas Frantz, Charly Gaul Andy Schleck |
| 3        | USA                | Greg LeMond, Lance Armstrong |
| 2        | Svájc              | Ferdi Kübler, Hugo Koblet |
| 2        | Hollandia          | Jan Janssen, Joop Zoetemelk |
| 2        | Szlovénia          | Tadej Pogačar |
| 2        | Dánia              | Bjarne Riis, Jonas Vingegaard |
| 1        | Írország           | Stephen Roche |
| 1        | Németország        | Jan Ullrich |
| 1        | Ausztrália         | Cadel Evans |
| 1        | Kolumbia           | Egan Bernal |

## Kapcsolódó szócikk
- Tour de France-statisztikák

## Külső hivatkozások
- Hivatalos honlap